# قلعه یاگی
قلعه یاگی (به ژاپنی: 八木城) قلعه ژاپنی به سبک قلعه کوهستانی (یاماشیرو) بود که در ولایت تانبا امروزه نانتان، کیوتو، استان اوساکا ژاپن قرار داشت. این قلعه محل اقامت نایتو جوآن بود.